# Icewind Dale II
Icewind Dale II è un gioco di ruolo sviluppato da Black Isle Studios e pubblicato da Interplay Entertainment nel 2002, ed è il seguito di Icewind Dale.
È basato sulle regole della terza edizione di Dungeons & Dragons. Il gioco ha una maggior componente di gioco di ruolo rispetto al primo episodio, senza tuttavia raggiungere altissimi livelli di roleplay, visto che i combattimenti rimangono centrali nella dinamica di gioco.

## Trama
Il gioco è ambientato nella Valle del Vento Gelido, regione settentrionale dei Forgotten Realms. Gli eventi narrati hanno luogo 30 anni dopo quelli avvenuti in Icewind Dale, precisamente nell'anno 1312. Il gioco comincia nella città portuale di Targos, una delle Dieci Cittadine; Targos è al momento sotto assedio da parte di un'armata goblin, parte di una più vasta Legione, sui cui componenti e scopi il giocatore avrà modo di scoprire sempre più informazioni con l'avanzare della trama. Targos arruola mercenari per difendersi e i personaggi proprio quello dovranno fare, anche se i loro viaggi li condurranno ben lontano dalla cittadina portuale: lungo il fiume Shaengarne, sul Passo Occidentale, nelle profondità del Sottosuolo, a Kuldahar, nelle caverne dell'Occhio del Drago, un breve passaggio per le giungle di Chult e per finire nella Mano Mozzata. Il nemico da affrontare è la Legione della Chimera, composta di razze neglette, mezzo-sangue e appartenenti a fazioni religiose minoritarie; lo scopo della Legione è di creare un regno per tutte quelle razze e individui che il resto del mondo non desidera o perseguita. Il regno dovrà sorgere dalle rovine fumanti delle Dieci Cittadine, che hanno insultato i capi della Legione.

## Storia
Il gioco comincia in data 1 Mirtul 1312, a Targos. Il gruppo è a bordo della Malafemmina, la nave che li ha portati lì da Luskan. La città di Targos è sotto assedio da parte di un'orda di goblin e i compiti del gruppo, durante il prologo, saranno legati alla difesa della città. Sconfitto un assalto di goblin particolarmente violento, il capo della città, Lord Ulbrec, manda il gruppo a riprendere il Ponte sullo Shaengarne, che l'orda goblinoide ha catturato: proprio da quel ponte devono passare i rinforzi provenienti da Neverwinter.
Il Capitolo Uno vede il gruppo avviarsi verso il ponte, trovandosi la strada più volte bloccata dagli orchi del Clan Zanna Spezzata, parte dell'orda. Sconfitto il clan, i personaggi apprendono che esso stava abbattendo alberi per contribuire a una fortezza nella quale l'orda si sta preparando all'assalto; inoltre scoprono che l'orda sta costruendo una diga sul fiume Shaengarne, come ulteriore tentativo di distruggere Targos. Distrutta la diga, il gruppo raggiunge il ponte dove si trova impegnato in un combattimento contro orchi, bugbear, un'incantatrice ma soprattutto due ogre che cercano di distruggere il ponte. Tornati a Targos, gli avventurieri vengono mandati da Lord Ulbrec verso la fortezza dell'orda, dove scoprono che essa non è che una piccola parte di un esercito più grande, e che il capo dell'orda Guthma è agli ordini di una donna di nome Sherincal, per metà drago blu. Sconfitto Guthma, il gruppo torna a Targos, dove Lord Ulbrec chiede loro di raggiungere i rinforzi di Neverwinter sul Passo Occidentale.
Il Capitolo Due inizia quindi con un viaggio a bordo della nave volante di Oswald Fiddlebender, che non tarda a precipitare, durante una misteriosa quanto terribile tempesta. I personaggi dovranno trovare il modo di riparare l'aeronave oltre a scoprire come superare una misteriosa barriera e il villaggio che si trova dietro di esso, Andora. Dai ranger e druidi di Andora, i personaggi scoprono che l'aeronave è stata fatta cadere apposta, i sacerdoti di Auril alleati del villaggio hanno chiamato la tempesta per far precipitare la nave volante e uccidere i passeggeri. Superato il villaggio, il gruppo si trova di fronte a un poderoso muro di ghiaccio che chiude il Passo Occidentale, bloccando i tanto attesi rinforzi. Investigando riguardo al ghiacciaio, il gruppo incontra Sherincal, la mezzo-drago, a guardia di un grande tempio di Auril, interamente costruito nel ghiaccio. Da Sherincal, scoprono che ella guida le forze occidentali della Legione, e che i veri capi sono Isair e Madae, due gemelli Cambion che risiedono nella Mano Mozzata. Il tempio si rivela pieno di seguaci di Auril, guidati da tre sorelle sacerdotesse, che vivono nella venerazione di una certa Lysan, che trent'anni prima aveva cercato di distruggere la grande quercia di Kuldahar ma era stata uccisa da alcuni avventurieri.
All'interno del tempio c'è anche un prigioniero proveniente da Kuldahar, il druido Nathaniel, che chiede al gruppo di avvisare la sua città del pericolo rappresentato dalla Legione della Chimera: lui prenderà la nave volante di Oswald per andare ad avvisare le Dieci Cittadine delle informazioni raccolte, mentre il party dovrà proseguire a piedi sulle montagne, usando il Passo Orientale per raggiungere Kuldahar. Dopo aver abbattuto una parte del ghiacciaio, il gruppo parte alla volta del Malobosco ed ha inizio il Capitolo Tre.
Nel Villaggio Errante, ai confine del Malobosco, il party incontra un drow di nome Nym che li avvisa che la Legione sorveglia il passo e che c'è una strada alternativa, che passa per il Sottosuolo. Il servizievole Nym sarà così gentile da dire a Isair e Madae che possono trovare il gruppo al Villaggio Errante. I gemelli dicono al gruppo che hanno intenzione di attaccare Kuldahar e che li sconsigliano dall'intervenire. Riportata la pace nel Malobosco, il gruppo affronta le Paludi Gelide, quindi raggiunge la tana di una coppia di draghi bianchi, da cui accede al sistema di caverne che lo porterà al Monastero del Corvo Nero.
Il Capitolo Quattro è incentrato sul Monastero del Corvo Nero, dove i personaggi dovranno guadagnarsi il diritto di accedere alla cripta del fondatore e al passaggio per il Sottosuolo che si trova al suo interno. Nel Sottosuolo il gruppo avrà a che fare con un gruppo di drow guidati da Malavon Despana, con un nutrito gruppo di drider e una cittadella di mindflayer. Apertisi la strada attraverso la comunità illithid, i personaggi escono dal Sottosuolo e trovano ad aspettarli Oswald.
Il Capitolo Cinque inizia con l'arrivo a Kuldahar, che è sotto attacco da parte della Legione e dei suoi alleati, gli yuan-ti dell'Occhio del Drago. Dopo aver aiutato il capo delle guardie di Kuldahar, Jermsy, a porre fine al pericolo rappresentato dal sacerdote di Bane Hiepherus, che ha rianimato una piccola armata di non morti, il gruppo dovrà aiutare l'Arcidruido di Kuldahar, Iselore, a porre fine ai continui attacchi degli yuan-ti contro la grande quercia. Per farlo, il party dovrà richiudere il portale che gli yuan-ti hanno aperto verso le Giungle di Chult per assalire in forze la città. Da Iselore, dal fantasma di Madre Egenia e da Nathaniel il gruppo può ricostruire la storia di Isair e Madae e anche il movente delle loro azioni.
Il passo successivo è andare all'Occhio del Drago, da cui il gruppo può raggiungere la Mano Mozzata con un passaggio diretto. La strada sarà più complessa di quanto sembri e oltre a vari mostri il party dovrà gestire anche un loop temporale che minaccia di intrappolarli al suo interno.
Il sesto ed ultimo capitolo è ambientato alla Mano Mozzata. Qui, oltre a varie side-quest, il party troverà informazioni sulla Legione, sui suoi legami e soprattutto sul mythal della Mano. Orrick, il mago che da più di trent'anni lo sta studiando, è arrivato alla conclusione che il mythal è a tal punto corrotto che potrebbe trasportare tutto l'edificio nel piano del Limbo da un momento all'altro. Indeboliti indirettamente i due gemelli con vari mezzi, il gruppo alla fine affronta Isair e Madae e li uccide.

## Modalità di gioco
La modalità di gioco di Icewind Dale II è del tutto simile a quella di Baldur's Gate. Il giocatore ha la possibilità di creare un gruppo (o party) composto da almeno uno e fino a sei personaggi, oppure può usare uno dei cinque gruppi pre-generati dal gioco. Non c'è alcuna possibilità di reclutare PNG, ma si può in qualunque momento eliminare uno dei propri personaggi e sostituirlo con un altro, generato al momento.
La generazione del personaggio, peraltro molto dettagliata, parte dalla scelta del sesso, segue la scelta del ritratto, della razza, della classe e quindi dell'allineamento. La fase successiva prevede l'assegnazione dei punteggi di caratteristica, che, a differenza di quanto accadeva in Baldur's Gate e Icewind Dale, vengono assegnati e non tirati casualmente. Ogni personaggio parte con il valore di 10 in tutte le caratteristiche (eventualmente modificato da bonus e malus razziali) e con 16 punti da assegnare; il giocatore ha la possibilità sia di aumentare una caratteristica, consumando i punti, o diminuire una caratteristica, guadagnando altri punti da assegnare nelle altre caratteristiche). La fase successiva prevede che il giocatore distribuisca i punti abilità (avendo a disposizione un elenco che è una riduzione di quello della terza edizione) e scelga i propri talenti di partenza e incantesimi conosciuti (se lancia incantesimi). Anche nei talenti ci sono discrepanze rispetto al regolamento del gioco di ruolo: nella fattispecie, piccoli adattamenti ed espansioni volti a migliorare il gameplay. Gli ultimi passaggi sono la scelta dell'aspetto del personaggio, della voce e naturalmente del nome ed addirittura di una biografia.
Il gioco porterà il giocatore a visitare scenari e a incontrare personaggi già visti in Icewind Dale ad esempio: Kuldahar, l'Occhio del Drago, la Mano Mozzata dei Seldarine, il pilota di aeronave Osvald Fiddlebender, Nathaniel e Jermsy (entrambi incontrati bambini, ora adulti), il vecchio fabbro Conlan (che ogni tanto scambia i personaggi per quelli del primo episodio), l'infido mercante drow Nym, il mago Orrick (ancora impegnato a studiare i mythal).
Una delle novità nella generazione dei personaggi è la possibilità di scegliere tra un numero di razze maggiore rispetto al primo episodio o ai vari Baldur's Gate: la scelta è tra 16 razze, alcune tipiche dell'ambientazione di Faerun. La scelta di alcune razze metterà a disposizione diverse opzioni di dialogo in determinate situazioni in cui la razza del PG che parla può influenzare l'atteggiamento dell'interlocutore.
Anche le classi disponibili sono aumentate, arrivando ad abbracciare tutte le classi base della terza edizione; in aggiunta, nel creare un chierico il giocatore dovrà anche scegliere a quale ordine e divinità legarlo (nove in totale, da Tempus a Selûne a Oghma a Ilmater a Bane): anche questa scelta può portare diverse opzioni di conversazione in determinate situazioni.
Anche nel caso di creazione di un paladino o di un monaco il giocatore dovrà scegliere il relativo ordine a cui appartenere, con vantaggi e svantaggi, in special modo in caso di biclassamento.

I personaggi così generati non hanno altra personalità che quella che il giocatore deciderà di far esprimere loro scegliendo tra le diverse opzioni di dialogo. Nessuno dei personaggi è il vero protagonista, ognuno può assumere un ruolo centrale; persone e creature incontrate durante il gioco si rivolgeranno tendenzialmente al PG più vicino e proprio per questo uno dei consigli di gioco che compaiono nelle schermate di caricamento recita di dare qualche grado in raggirare, diplomazia o intimidire a ogni PG.